# Élections législatives malawites de 2019
Les élections législatives malawites de 2019 ont lieu le 21 mai 2019 afin d'élire les 193 députés de l'Assemblée nationale du Malawi,. Une élection présidentielle a lieu simultanément.

## Mode de scrutin
Le Malawi est doté d'un parlement monocaméral, l'Assemblée nationale, composé de 193 sièges pourvus tous les cinq ans au scrutin uninominal majoritaire à un tour dans autant de circonscriptions électorales.
Un total de 1331 candidats s'affrontent lors du scrutin, pour lequel 5006 bureaux de vote sont ouverts à travers le pays.

## Résultats
Le dépouillement des voix est temporairement suspendu pour permettre aux autorités de gérer les recours de nombreux candidats.
| Parti                     | Parti                                    | Voix      | %      | +/-    | Sièges | +/-           |
| ------------------------- | ---------------------------------------- | --------- | ------ | ------ | ------ | ------------- |
|                           | Parti démocrate-progressiste (DPP)       | 1 293 797 | 26,04  | 4,06   | 62     | 11            |
|                           | Parti du congrès du Malawi (MCP)         | 1 108 735 | 22,32  | 4,95   | 55     | 7             |
|                           | Mouvement uni de la transformation (UTM) | 491 845   | 9,90   | Nv     | 4      | 4             |
|                           | Front démocratique uni (UDF)             | 227 335   | 4,58   | 5,05   | 10     | 4             |
|                           | Parti populaire (PP)                     | 121 072   | 2,44   | 15,71  | 5      | 21            |
|                           | Alliance pour la démocratie              | 24 212    | 0,49   | 0,13   | 1      | en stagnation |
|                           | Autres partis                            | 40 209    | 0,81   | -      | 0      | 1             |
|                           | Indépendants                             | 1 660 569 | 33,43  | 3,75   | 55     | 3             |
|                           | Vacant                                   | Vacant    | Vacant | Vacant | 1      |               |
|                           |                                          |           |        |        |        |               |
| Suffrages exprimés        | Suffrages exprimés                       | 4 967 774 | 97,96  |        |        |               |
| Votes blancs et invalides | Votes blancs et invalides                | 103 174   | 2,04   |        |        |               |
| Total                     | Total                                    | 5 070 948 | 100    | -      | 193    | en stagnation |
| Abstentions               | Abstentions                              | 1 788 622 | 26,08  |        |        |               |
| Inscrits / participation  | Inscrits / participation                 | 6 859 570 | 73,92  |        |        |               |